# 織田信成 (旗本)
織田 信成（おだ のぶなり）は、江戸時代前期から中期にかけての旗本。通称は虎之助、隼人、図書。織田信行、明智光秀の玄孫。

## 生涯
旗本・織田信高の長男として誕生した。
寛文4年（1664年）8月13日、4代将軍・徳川家綱に御目見する。延宝4年（1676年）12月12日、家督を相続する。同日、弟信英に500石を分知する。
宝永7年（1710年）12月1日、死去。享年61。

## 系譜
子女は3男。
- 父：織田信高
- 母：不詳
- 正室：川勝広有の娘
- 生母不明の子女
  - 男子：織田信茂
  - 男子：織田宣居 - 織田信茂養子
  - 三男：織田信種 - 織田貞則養子